# モスラ
『モスラ』は、1961年（昭和36年）7月30日に公開された、東宝製作の怪獣映画。およびそれに登場する架空の怪獣の名前。日本初のカラー、「東宝スコープ」（ワイド・スクリーン）の怪獣映画である。多元磁気立体音響。監督は本多猪四郎、主演はフランキー堺。
同時上映は『アワモリ君売出す』。

## 概要
東宝がゴジラ、ラドンに続く怪獣キャラクターとして精力を注いだ、構想3年、制作費2億円（当時）、撮影日数200日をかけた大作特撮映画。本作品で初めて登場した怪獣モスラは、その後も多くの作品で活躍し、先出の2怪獣とならび“東宝三大怪獣”と称される。
従来の怪獣映画よりもファンタジー性が強調されているのが、特徴である。モスラは、従来の怪獣と異なり最初から善玉に近い存在として描かれており、小美人の存在もあわせて女性的なイメージが取り入れられている。当時の宣材パンフレットには、フェミニズムや先住民問題がテーマとして掲げられている。小美人役には、当時のアイドルデュオのザ・ピーナッツを起用している。また、東宝特撮では初めて人間の悪人が登場する。物語の結末も怪獣を倒さずに大団円を迎えるなど、特撮映画がファミリームービー化する転換点となった作品とされる。
安保闘争の翌年の作品で、当初は世界同時公開が予定されていたこともあり、ロリシカとして描かれた米国との関係や、サンフランシスコ講和条約で日本が独立を回復したにもかかわらず、外国人の犯罪捜査や出入国管理が相変わらず在日米軍主導で行われていること、モスラがわざわざ横田基地を通ることなど、当時の日本の政治状況を反映した描写が目立つ。
公開時、東宝撮影所（現：東宝スタジオ）の食堂には、ロールパンをモスラの幼虫、ゆで卵をモスラの卵に見立てた洋食の「モスラランチ」が登場し、本編監督の本多猪四郎と特技監督の円谷英二がこれを試食する写真が撮影されるなど、話題となっている。また、バヤリースが企業タイアップしていることから、劇中には同社製品のロゴを掲載した広告などが登場する。
東宝プロデューサーの田中友幸は、本作品のヒットをきっかけに「ゴジラ」を復活させようという意見が東宝社内で挙がり、『キングコング対ゴジラ』（1962年）の製作へ繋がっていったと語っている。また、本作品の舞台であるインファント島を皮切りに、1960年代の東宝特撮では南海の孤島が登場する作品が多くなった。

## ストーリー
日本の貨物船「第二玄洋丸」が出航中に台風に遭い、座礁沈没する。乗組員はロリシカ国の水爆実験によって放射能に汚染されたインファント島に漂着して救助されたが、彼らには不思議なことに放射線障害が見られなかった。スクープ取材のため、乗組員が収容された病院に潜入した日東新聞記者の福田善一郎は、カメラマンの花村ミチともども原田博士に注意されながらも、原水爆実験場であるはずのインファント島に原住民が存在していることを知る。
当初、ロリシカ国は原住民の存在自体を否定したが、日ロ合同調査隊の派遣を急遽決定する。福田はインファント島調査団員の言語学者の中條信一に接触すると、見送りが盛大に行われている調査団の船に無断侵入する。記者活動を行わないことを条件に、福田は臨時の警備員としての参加を認められるが、ロリシカ国側事務局長のクラーク・ネルソンは、参加する科学者たちの収集資料をすべて提出するよう求めるなど、科学調査隊としては極めて不審な行動をとる人物だった。
インファント島に上陸した調査隊の前に現れたのは、放射能汚染された島の中心部に広がる緑の森だった。奇妙な植物群の中に謎の石碑を発見し、記録をとった中條は巨大な吸血植物に絡め捕られるが、その窮地を福田によって「小美人」と命名された双子の妖精のような女性に助けられる。ネルソンは小美人を生きた資料として捕らえるが、島にて平和に暮らす原住民の存在を知った調査隊は、小美人を解放する。誰が言うとなく緘口令が敷かれ、帰国した調査隊は日本側・ロリシカ側ともに誰一人島の秘密を語ることなく解散した。
その後、中條の自宅を訪れた福田はネルソンを話題にする。ロリシカ側代表のラーフ博士の手紙によると、インファント島調査隊はネルソンが先導して資金を提供したものだった。福田は、ネルソンの正体が国際古美術ブローカーなのではと疑う。一方、中條は島にて発見した石碑の碑文の解読を見せるが、「モスラ…」という語が意味するものは謎のままだった。
その頃、小美人そのものを目的とするネルソンは直属の部下を率い、インファント島を再訪していた。ネルソンは特徴的なサイレンの音に姿を現した小美人を誘拐すると、彼女らを助けようとした原住民に容赦なく発砲する。石を鳴らして相手を威嚇するしか術のない原住民は次々に倒れていき、ネルソンたちが去った後、洞窟に崩れ落ちた老人は祈るように「モスラ…」とつぶやく。その祈りに応えるかのように洞窟の奥の祭壇が崩れ落ち、虹色の巨卵が出現した。
東京では、天野貞勝編集長により、評判になっていた「妖精ショー」の主催者がネルソンであることを知った福田や中條、花村らが、小美人がネルソンのもとに捕らわれたことを知り、抗議に赴く。観客として「妖精ショー」を見た福田たちは、意味は分からないが印象的な小美人の歌声の中の「モスラ」という言葉に魅かれる。小美人の歌声は単なる歌ではなく、インファント島の守護神モスラの再生=誕生を促す祈りが込められていた。同日同刻、はるか異国の小美人の歌声に同調するかのように、インファント島でも原住民たちの儀式が最高潮に達しようとしていた。そして虹色の卵を破り、モスラが孵化する。それは、巨大なイモムシ状の怪物だった。
モスラは、インファント島から東京に向かう洋上に姿を現して防衛隊のナパーム爆撃に遭い、炎上した海に姿を消す。勝利を確信して祝杯すら挙げていたネルソンに福田は憤り、原田は「死骸が確認されたわけじゃない」と皮肉を吐く。その後、東京近郊の第三ダムに異変が発生したとの知らせが入る。ダムの湖面は、生き延びていたモスラの巨大な力で荒れ狂っていた。駆けつけた福田はモスラによる大水で崩落しそうな橋に取り残されていた赤子を間一髪で救出し、モスラはダムを決壊させて再び姿を消す。ダム決壊は下流に甚大な被害をもたらし、ネルソンに対する世間の批判は強まるが、ネルソンは一切無関係との主張を続ける。
その後、今度はモスラが横田基地から青梅街道を東京に向かって進撃しているという一報が入る。全長100メートルを超える巨大な重戦車にも等しいモスラは、特車隊と戦闘機による応戦をもってしても制止できるものではなく、ここに至ってロリシカ国大使館はようやくネルソンから小美人を奪回することに同意する。折しもネルソンの非道に憤っていた中條の弟・信二がネルソンの楽屋に忍び込むが、ネルソン一行は大使館職員を装って航空機で日本を脱出し、ロリシカ国へ向かった後であった。原田からネルソンに提供されていた脳波遮断ガラスのケースにより、小美人の居場所を完全に見失ったモスラは渋谷を破壊すると、防衛隊の攻撃をものともせずに暴走を続けた末、東京タワーをへし折って糸を吐き出し、そこに巨大な繭を作り始める。もはや、事態は福田や中條の憂慮すら超えていた。
翌朝、ロリシカ国からの軍事援助で防衛隊に原子熱線砲が供与された。午前10時にはモスラの繭に熱線攻撃が開始され、関係者全員に配られたサングラスなしには眼を痛めるほどの巨大な炎が上がり、繭は灰となったかのように焼き尽くされる。同時刻、熱線攻撃の模様はロリシカ国にも中継放送されていた。自身の所有する農場のラジオからニュースを耳にしたネルソンたちは、狂喜のあまり小美人の脳波遮断ケースを開けてしまう。その時、黒焦げになった繭を突き破り、羽化した成体モスラが姿を現した。熱線攻撃は繭の表面を焼いただけに留まり、遠く離れた小美人の所在を感知して活動を再開した内部のモスラにはダメージとなっておらず、むしろ羽化を促進してしまっていた。モスラは巨大な羽で台風以上の突風を巻き起こすと、ロリシカ国の方角へ飛び去っていく。それを見た福田や中條は、ネルソンがロリシカ国へ逃亡したことを確信する。
数時間後、福田・中條・ミチはロリシカ国に向かう航空機の機上にあった。中條が「小美人と話ができる友人」としての招聘だと説明する。モスラは小美人を捜し求めているだけで、ネルソンから小美人を救出してモスラに返さない限り、大国であるロリシカ国といえども大被害に遭うことは確実であった。モスラの接近により、ロリシカ国内の世論はネルソンへの非難が強まっていく。それでもなおネルソンは逃走を図り、「小美人を返せ」と罵声を挙げるニューカーク・シティの群衆に銃を向けた結果、警官隊との銃撃戦の末に最期を迎える。治安当局の手によって小美人は保護されるが、モスラはなおもニューカーク・シティに大被害を与え続ける。一方、福田たちはロリシカの教会の鐘が奏でる音に、聞き覚えのあるメロディが含まれていることに気付く。飛行場に描かれた紋章と鐘の音によってモスラは飛行場に着陸し、小美人を乗せてインファント島へ帰っていった。

## 登場キャラクター

### インファント島民
太平洋某所に浮かぶ、ジャングルに覆われた絶海の孤島に住む。島は無人島と判断され、ロリシカ国の水爆実験場として用いられたが、島民は島に生息する巨大な胞子植物から「赤い汁」を採り、これを飲んで体表に塗ることにより、放射能に対する免疫を保っている。中條によってアトランティスとの関連が語られており、島の奥には古代遺跡の神殿祭壇（モアイ像が配置されている）が存在する。島民は巨大な蛾「モスラ」を守護神として崇拝し、踊りを奉納している。武器を持たない平和主義文化を持ち、侵入者には石を叩き合わせて警告する。
- 舞踏シーンは日劇ダンシングチームが担当した[44]。監督の本多猪四郎は、島民の男女ペアが互いを引き合い踊るシーンに、「子孫繁栄=生殖」の意味を持たせていると述べている。この踊りが最高潮に盛り上がった最初の群舞シーンの終盤では、踊りの主役である男性ダンサーのかつらが取れるハプニングが起こり、これはNGとなるはずだったがそうならず[注釈 5]、本編にはかつらを拾う仕草まで収録されている[44]。同様のハプニングは、『ゴジラ・エビラ・モスラ 南海の大決闘』（1966年）のインファント島民が逃げるシーンにも見られる。
- 島民役の俳優は全身黒塗りであったため、撮影後は成城学園前駅前の銭湯を貸し切りにして身体を洗ったという[45]。

### 吸血植物
インファント島のジャングルに生息する、人間に絡みついて吸血する怪奇植物。核爆発のショックにより、細胞が変化したとされる。
- モデルは食虫植物[47]。
- 脚本第1稿では、吸血植物が登場する伏線として、第二玄洋丸を救助するためにインファント島へ上陸した捜索隊員の足に蔓（）が絡みつこうとする描写が存在した[36]。

## 登場兵器・メカニック

### 架空
原子熱線砲
ロリシカ国が東京タワーに作られたモスラの繭を焼くために日本に供与する超兵器。パラボラ型の旋回砲塔を搭載した32輪の装置車と、ボンネットタイプの6輪牽引車で構成される。原子力をエネルギー源として、パラボラ型放射機から熱線を発射する。2基が空輸で防衛隊に緊急供与されて繭を攻撃したが、モスラの殺害に失敗したうえに羽化を促進させる結果となってしまった。
- 特殊美術の入江義夫は、渡辺明がデザインしたものを豊島睦が図面に描き起こしたものと推測している。
- 造形は郡司模型が担当。大小2種類のミニチュアが作られた。自走はできず、ピアノ線で引っ張って走行させている。パラボラ部分は、錫合金板をへら絞りで成形した。他の箇所は木製。
  - 上部のパラボラ構造は、『怪獣大戦争』でX星人の基地の電磁波解除装置に流用された。その後、『ゴジラ対ヘドラ』の撮影時に東宝撮影所内のゴミ捨て場に置かれていたのが確認されている。牽引車は、『世界大戦争』で連邦国陣営のICBMを運搬するトレーラーの牽引車としても使用されている。
  - 土台部分は、1984年ごろまで東宝のミニチュア倉庫に保管されており、『ゴジラ』（1984年版）の撮影後に倉庫整理で処分されそうになったが、造型部に参加していた樋口真嗣がこれを隠しておき、ゼネラルプロダクツの樋口の知人が回収していったが、その後の消息は定かになっていない。
  - 小サイズのものは、1990年代前半まで東宝特殊美術の倉庫に保管されているのが確認されていたが、1999年時点では現存していない。

- 車上の隊員は、合成で描写している。
- 光線は手書きの作画合成で表現された。合成を担当した飯塚定雄は、中央の光線、周囲の光線、周囲のフレアの3種類を作画し、3回に分けて合成しており、3種類マスクを作らなければ立体感が出なかったと述べている。
- 『ゴジラ×メカゴジラ』では、自衛隊がこの熱線砲を研究し、初の対怪獣専用装備であるメーサー殺獣光線車を開発・完成させたという設定になっている。
- 未制作作品『モスラVSバガン』にも同名の兵器が登場する予定となっていた。西川伸司によるデザインは、後に『ゴジラvsデストロイア』に登場する95式冷凍レーザータンクに流用された。また、『ゴジラvsモスラ』に登場する93式自走高射メーサー砲のデザイン案でも、原子熱線砲を模したものが存在した。

ミサイル戦車

無反動砲搭載ジープ
荷台に無反動砲を搭載した防衛隊のジープ。発砲の際は車体の後ろ側を敵に向け、無反動砲を後ろ向きにしてから砲弾を小銃擲弾のように砲口の先端に装着し、照準を合わせて発射する。作中では4両1組で行動している。渋谷および東京タワーにてモスラを攻撃する。
また、本作品の翌年に公開された『キングコング対ゴジラ』にも同様の車両が登場しており、こちらでは国会議事堂に居座るキングコングを眠らせるため、彼が住んでいたファロ島産の果実・ファロラクトンを基にして作られた麻酔弾の弾頭を頭上に発射している。
『海底軍艦』にも自衛隊所属の車両が登場しており、ムウ帝国の予告に対して丸の内へ警備のために急ぐ。
- ミニチュアの乗員は人形で表現している。

ライン作業車
ニューカーク・シティの飛行場にてインファント島の紋章を描くのに使用された特殊車両。
- デザインは、入江がロケハンで訪れた横田基地で目撃した特殊車両がモデルとなっている。
- 造型は郡司模型が担当。ミニチュアはアップ用の大サイズ1台と小サイズ4台が用意された。図面やデザイン画はなく、ロケハン時の写真をもとに制作された。

### 実在

#### 防衛隊
- M4中戦車[出典 16]（M4中戦車シャーマン[75]、M4A3E8シャーマン戦車[54]）
- M24軽戦車[72]
- 1/4tトラック（三菱型・ウィリスMB型）
- F-86D/F戦闘機[76]
- C-46D輸送機[出典 17]（カーチスC46Dコマンド[78]）
- H-19A多用途ヘリコプター[79][80]
- R-5ヘリコプター
- M1騎銃

#### 海上保安庁
- おじか型巡視船「さつま」（旧:鵜来型海防艦「鵜来」）
- れぶん型巡視船
- あやめ型巡視艇「しおぎく」
- ベル47Gヘリコプター

#### 民間
- 日産・セドリック（日東新聞の社用車）
- シボレー・インパラ（ネルソンの車）
- トンプソンM1短機関銃
- M1カービン
- コルトM1903
- FN ポケット・モデル M1906

## キャスト
- 日東新聞記者[10][81] 福田善一郎[出典 18]：フランキー堺
- 言語学者[10] 中條信一[出典 19][注釈 9]：小泉博
- 花村ミチ[出典 21]：香川京子
- 小美人[出典 22]：ザ・ピーナッツ（伊藤エミ、伊藤ユミ）
- 興行師[10] クラーク・ネルソン[出典 23]：ジェリー・伊藤
- 原田博士[出典 24]：上原謙
- 国立核総合センター院長[82][83]：平田昭彦
- ヘリコプター操縦士[出典 25]：佐原健二
- 防衛長官[出典 26]：河津清三郎
- 天野貞勝[出典 27]（日東新聞社会部デスク[7][85]）：志村喬
- 第二玄洋丸船長[出典 28]：小杉義男
- 防衛軍指揮官[出典 29]：田島義文[注釈 10]
- 第二玄洋丸航海士[10] 並木[82][83]：山本廉
- 第二玄洋丸船員[10] 村田[82][83]：加藤春哉
- はやかぜ艦長[出典 30][注釈 11]：三島耕[注釈 12]
- ネルソン配下1[出典 31]：中村哲
- ダム監視員[出典 32]：広瀬正一
- 救助対策本部員[出典 33]：桜井巨郎[注釈 12]
- ネルソン配下4[7][82]：髙木弘
- キコリ[7][95][注釈 12]・日本隊員F[10][85]：堤康久
- 茶店のおかみさん[出典 34]：三田照子
- 第二玄洋丸操舵手[出典 35]：岩本弘司
- 豪華客船オリオン丸船長[7][82]：津田光男
- 中條信二[出典 36][注釈 13]：田山雅充
- ネルソン配下5[7][82]：三浦敏男
- はやかぜ医師[7][95][注釈 14]：岡部正[注釈 12]
- ネルソン配下3[出典 37]：若松明
- 第二玄洋丸無線士[10] 本間[出典 38]：中山豊
- ネルソン配下2[7][82]：ジョニイ・ユセフ
- ラーフ隊長[出典 39]：オーベル・ワイアット[注釈 15]
- ロシリカ大使[出典 40]：ハロルド・コンウェイ
- ニューカーク・シティの政府関係者[10][85]：ロバート・ダンハム
- 大型輸送機照準士[82][注釈 16]：山田彰
- トンネル警官[7][95][注釈 17]：宇野晃司
- 船舶協会職員[10]：大前亘
- 日東新聞記者[7][82]：古田俊彦
- 豪華客船オリオン丸航海士[7][82]：松山恵介
- 船舶協会職員[7][82]：上村幸之
- モスラ幼虫[7][103]、カメラマン[7][10]：手塚勝己
- インファント島島民[出典 41]：長島武夫
- 日本隊員A[82]（調査隊員[97]）：松本光男
- 新聞記者[出典 42]：三井紳平
- 防衛軍幹部[7][注釈 18]：日方一夫
- ダム監視員[82]：加藤茂雄
- 航空隊隊員[7]（航空自衛隊員[98]）[注釈 19]：緒方燐作
- 第一攻撃隊隊長[注釈 20]：岡豊
- 日本隊員D[82]：速水洸
- 日本隊員C[82]：佐竹弘行
- 日本隊員E[82][98]：今井和雄
- 日本隊員B[82]：勝部義夫
- 調査隊隊員[7]：安芸津広
- 防衛隊幹部[7]：草間璋夫
- モスラ幼虫[7][108]：中島春雄
- 調査隊隊員[7][109]：清水良二
- 国立核総合センター職員[110]：細川隆一
- 茶店の亭主[82][98]：夏木順平
- 第二玄洋丸船員の家族[7][注釈 21]：須田準之助[注釈 12]
- 船舶協会職員[7]：伊原德
- 豪華客船オリオン丸操舵手[7][82]：関田裕
- 第二玄洋丸船員の家族[7][注釈 22]：吉頂寺晃[注釈 12]
- 日東新聞記者[7][82]：橘正晃
- 第二玄洋丸船員の家族[7][111][注釈 23]：中野トシ子[注釈 12]
- 中條家婆や[7][95][注釈 24]：一万慈鶴恵[注釈 12]
- インファント島島民：酒井達夫[7][44]、山田奈々子[7][44]、日劇ダンシングチーム

### ノンクレジット（キャスト）
- ダムの警官[10][114]・インファント島の島民：二瓶正典[115][85]
- ヘリコプター操縦士：越後憲三[85]
- 劇場の受付嬢：丘照美[10][85]
- ガイガー隊長：古河宏平[95][注釈 12]
- トンネル警官B：権藤幸彦[95][10]
- 国立総合核センター所員：東静子[116][96]、小沢憬子[117][96]、門脇三郎[118][97]、榊田敬二[119][113]、小野松枝[113]
- 新聞記者：天見龍太郎[116][113]
- 調査隊員：鹿島邦義[117]
- インファント島民、自衛隊員：川村郁夫[120]
- ダム職員：黒木順[121]
- 船舶協会職員、自衛隊員：小松英三郎[122]
- 空港の警官：坂本晴哉[123][124]
- 日東新聞記者：砂川繁視[125][97]、渡辺白洋児[126]
- インファント島民：瀬良明[出典 43]、成田孝[129]
- 新聞社カメラマン、小美人ショー観客：古谷敏[130]
- 国立総合核センター職員、アナウンサー：由起卓也[131][132]
- ラジオアナウンサー：池谷三郎[105][124]
- インファント島民、調査隊員：大川時生[132]
- 警官：大塚秀男[132]

## スタッフ
参照
- 製作：田中友幸
- 原作：中村真一郎、福永武彦、堀田善衛 「発光妖精とモスラ」（『週刊朝日』別冊掲載）
- 脚本：関沢新一
- 撮影：小泉一
- 美術：北猛夫、安倍輝明
- 録音：藤縄正一、宮崎正信
- 照明：髙島利雄
- 音楽：古関裕而
- 振付：県洋二
- 監督助手（チーフ助監督[32]）：野長瀬三摩地
- 編集：平一二
- 現像：東洋現像所
- 製作担当者：森田信
- 特殊技術
  - 撮影：有川貞昌
  - 美術：渡辺明
  - 照明：岸田九一郎
  - 作画合成：向山宏
  - 光学撮影：真野田幸雄
  - 製作担当者：成田貫
- 特技監督：円谷英二
- 監督：本多猪四郎

### ノンクレジット（スタッフ）
- スチール：田中一清[7][85]
- セカンド助監督：佐野健[32]
- サード助監督：砂原博泰[32]
- フォース助監督：針生宏[32]
- 監督助手・助監督・演出助手：中野昭慶[7][注釈 25]

## 作品解説
『ゴジラ』（1954年）のヒット以後、東宝では『ゴジラの逆襲』（1955年）、『空の大怪獣 ラドン』（1956年）、『地球防衛軍』（1957年）と年1作ペースで怪獣映画を制作していたが、『大怪獣バラン』（1958年）を最後に本格的な怪獣映画は一旦途絶え、東宝特撮は『日本誕生』（1959年）、『宇宙大戦争』（1959年）、『ハワイ・ミッドウェイ大海空戦 太平洋の嵐』（1960年）などのスペクタクル大作へと移行していた。しかし、その間も怪獣映画の海外セールスは好調であったため、世界配給による新作怪獣映画として本作品が制作されることとなった。
プロデューサーの田中友幸によると、本作品の企画原案は、制作の半年ほど前に森岩雄から「怪獣が暴れまわる映画も結構だけど、女性も観られる怪獣映画というのはどうだろう。すごく可愛らしい美人を出すんだよ」と持ちかけられたのがきっかけという。ここから「小美人」の設定が生まれ、田中は文芸員だった椎野英之のつてで中村真一郎を紹介され、中村と福永武彦、堀田善衛の三者に原作を依頼。こうして公開に先駆けて『週刊朝日』で「発光妖精とモスラ」が掲載された。田中は本作品を『ゴジラ』、『空の大怪獣 ラドン』と並んで「出来のいい怪獣映画」と自負している。
当初、モスラが国会議事堂に繭を作り、その周りをデモ隊（安保闘争のニュース映像を利用）が囲むという展開が考えられたが、田中友幸の「独立プロみたいだ」の一言で不採用になったという。国会議事堂に繭を作るという構想は、1992年に公開された『ゴジラvsモスラ』で映像化されている。
原作小説にはモスラが過去に出現したゴジラよりも巨大であるという台詞が存在していたほか、準備稿にもシチュエーションこそ異なるものの同様の台詞が存在していたなど、『ゴジラ』が前史にあることが示唆されていたが、最終的にはカットされている。
本作品はアメリカのコロンビア映画との提携により、全世界同時公開として宣伝された。初稿の脚本ではモスラは「ニュー・ワゴンシティ」を襲う予定で契約書が交わされた。ただし、後述するように東宝側でラストを変更したものの、コロンビア映画から契約違反で抗議されたため、急遽本来の結末に差し戻して撮影し直された。当初の公開予定日は1961年8月1日だったが、日本での公開は2日前倒しされ、7月30日となった。
当初は『大怪獣モスラ』というタイトルであり、雑誌などでは公開直前までこのタイトルで紹介されていた。スタジオでの記念撮影でも、このタイトルの看板が掲げられている。なお、当時のスピードポスター（赤地版）では、モスラのスペルがMOSLAになっている。
主人公の名前・福田善一郎は、原作者3人の名前を組み合わせたもの。福田のニックネームの「スッポンの善ちゃん」は、アメリカ公開版では「ブルドッグのセンちゃん」になっている。
監督の本多猪四郎は、原作の段階では企画に参加しておらず、これを脚本にする段階で参加し、映像化可能なかたちへと改めていった。脚本第1稿では、中條信二は登場しておらず、第2稿から加わった。脚本の関沢新一は、家族向けの要素として子供が必要であったことを述べている。

### 配役
小美人役のザ・ピーナッツは当時人気を博しており、中條信一役の小泉博は2人のスケジュールを確保するのが一番難しく、助監督が苦労していたと証言している。小泉は、本作品について贅沢なキャストという印象であったといい、テレビの台頭により映画の観客が減少していたころであったため、東宝自社以外のスターを呼ぶなど、当時のテレビでは実現できない豪華作品にしようという意図があったものと推測している。本多は、ザ・ピーナッツがいたからこその作品である旨を語っている。
原田博士役の上原謙も、特撮映画への出演がなかったスター俳優であり、本作品以降より特撮作品への出演が増えていった。
中條信二役の田山雅充は、「所属した『東宝児童劇団』がインチキ劇団で『モスラ』の撮影後に遁走したため、ギャラはもらっていない」と述べている。1970年代に入ると田山はミュージシャンとして活動しており、フランキー堺と共演する機会もあった。ライターの友井健人によれば、1980年代に本作品が再上映された際には、田山のファンとみられる女性客の集団が鑑賞に訪れていたという。その後、2011年に開催された「モスラ誕生祭」で中條信一役の小泉博のトークショーにサプライズゲストとして田山が登場し、50年振りの「兄弟」再会を果たした。

### 演出
本多は、後年に本作品を『ゴジラ』『妖星ゴラス』と並んで「最も気に入っている作品」に挙げている。それまでの本多の特撮映画がシリアス一辺倒だったのに対し、本作品はコミカルで陽性な作劇が用いられているほか、ラストが人間の敵として始末されて悲愴と化す従来の特撮映画と違って爽やかな大団円を迎えた転機的なファミリー・ムービーとなっている。また、インファント島民が武器を持たず、石を叩き合わせて警告のみを行う平和主義者であるほか、橋の上に置き去りにされた赤子を福田が命がけで救助するシーンが描かれるなど、本多のヒューマニズムが存分に発揮された作品となっている。
本多と円谷のコンビネーションも円熟期の冴えを見せ、モスラに蹂躙された都心の街頭場面で電線のスパークや犬の鳴き声などを挿入するなど、リアリズムに徹したキメの細かい本多演出の好例となっている。
ネルソンの最期のシーンでは、警官が射殺したネルソンの利き腕を踏み、懐をあらためる非常にリアリティーのある演出が見られるが、本多は「人間は銃弾くらいでは簡単には死なない」という、自身の出征経験を踏まえての演出であることをコメントしている。
小泉博が演じる中條信一は、登場当初は人前に出るのが嫌いという設定であったが、その後は特に掘り下げられなかった。小泉は、中途半端になってしまったと感じ、自身で役を作り込むべきか悩んだが本多は特に気にしなかったため、普段の小泉の演技になったという。また、小泉はモスラ幼虫が東京を襲撃するシーンでイモムシがどのように都会を破壊するのかイメージが沸かず、本多に尋ねたところ「俺もよく分かんねえんだよ」と返され、本多もイメージが沸いていなかったようであったと証言している。
試写の段階では尺が2時間近くあったがテンポが悪く、プロデューサーの田中友幸による指示で20分ほどがカットされた。フォース助監督の針生宏は、田中から指示を受けた本多が珍しく不満をつぶやいていたと証言している。一方、関沢は人間の辛抱の限界は2時間程度であり、映画館での興行回数も考慮して1時間40分ぐらいが一番いいと述べている。

### 撮影
クランクインは1961年2月9日、クランクアップは本編班が5月12日、特撮班が5月14日であった。九州ロケは2月末から3月初頭にかけて行われた。
中條邸の撮影では、フランキー堺がネズミに指を噛まれる事故があった。
インファント島のジャングルのシーンはスタジオセットで撮影された。照明を担当した高島利雄は、ヘルメットにライトが映り込んでしまっていることを、後年のインタビューで指摘している。
妖精ショーが開催された東京中央劇場のシーンは、日比谷公会堂にて撮影された。

### 特撮

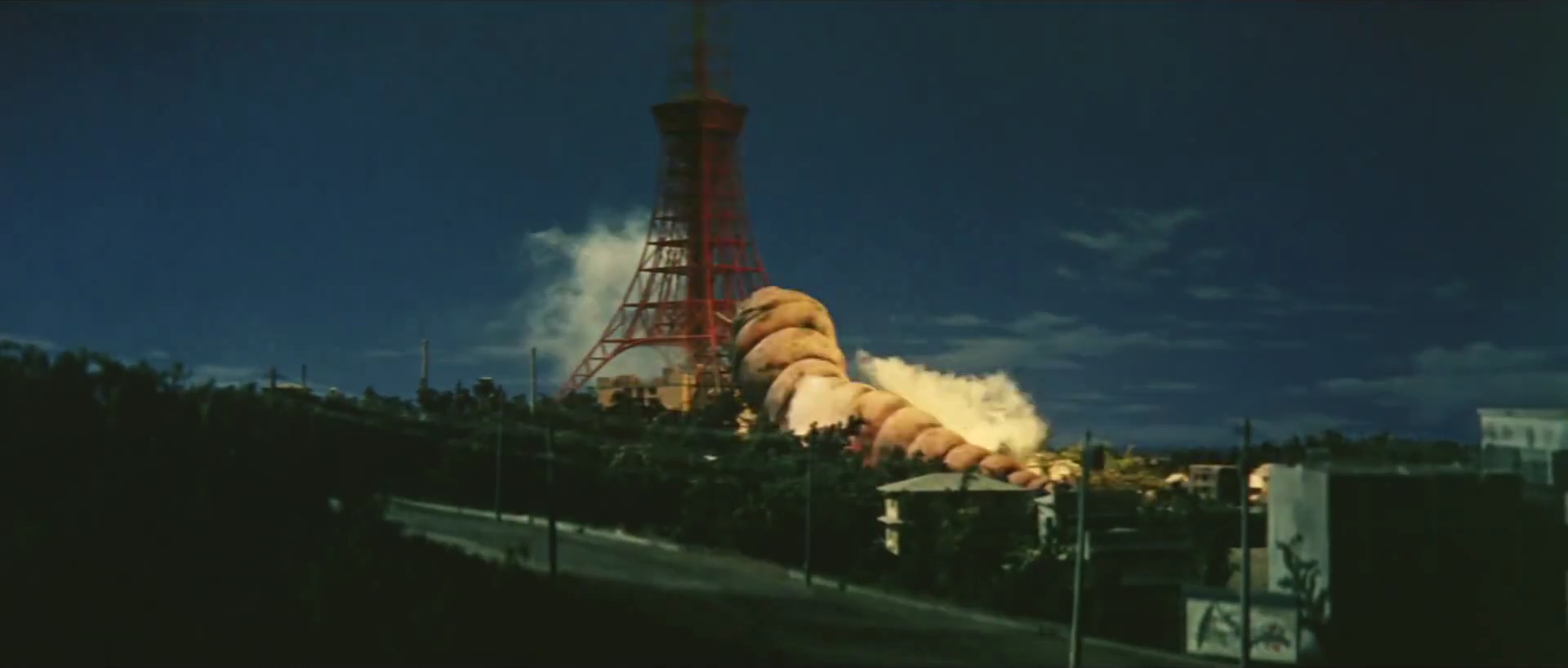
東京タワーに向かうモスラ

本作品は『ゴジラ』や『空の大怪獣 ラドン』以上に精巧な、東宝特撮映画史上最大規模のミニチュアセットが組まれた。特殊美術の入江義夫は、ミニチュアセットは本作品が頂点で、それ以後はどんどん減っていったと述べている。モスラ幼虫役の中島春雄は、ミニチュア制作に多摩美術大学や武蔵野美術大学などの学生アルバイトが動員されていたと証言している。
モスラが蹂躙する青梅街道、道玄坂、渋谷界隈は、実物と寸分違わない精巧な20分の1スケールのミニチュアで再現している。美術助手の井上泰幸は、通勤者のいない早朝の渋谷に赴き、敷石の1枚まで正確に寸法を測ったという。ミニチュアの製作には、スライド写真をキャメラ内に置いて見比べながら行うという徹底ぶりだった。東急文化会館など画面に映っていない箇所も作り込まれているが、入江によれば特技監督の円谷英二が現場でカメラ位置をひらめくことも多いため、どこからでも撮影できるようセットを完璧に仕上げる必要があったと証言している。セットの飾り込みは連日深夜まで行われ、終盤は徹夜での作業となった。
画面に奥行きを持たせるための工夫も随所に見られ、特にモスラ幼虫が横田基地近辺に現れ、そのまま青梅街道を突き進んでガソリンスタンドを破壊する場面では、画面手前から奥へまっすぐ延びる道路を奥へ行くほど先細りに作り、それに合わせて沿道の電柱も手前から奥へ順に低くなっていくように作るという、遠近を強調した設計になっていた。走行する車両も、戦車を他の車両が追い抜いていくなど、速度の違いを表現している。
また、当時は東京オリンピックを控えて都内のあちこちで地下鉄の延長・相互乗り入れ工事、主要駅前の再整備工事などが進められており、モスラ幼虫が襲撃する渋谷駅前も一部工事中だったが、劇中のミニチュアではこの工事区域も再現されており、戦車隊が布陣したすぐそばに黒黄2色の立入禁止柵や警告看板などが置かれていたりする。自衛隊の砲撃場面も戦車砲、ミサイル、無反動砲と、発砲した火器の種類によって火薬の調合を変え、命中時の爆発フォルムの違いを表現するという丁寧さだった。モスラが起こす突風の描写も、戦車のハッチやアンテナが動いたり、ジープが激突した水道管から水が吹き出したりするなど、細かく作り込まれた。壊れるビルのミニチュアは、石膏に粉末の消火剤を混ぜ込んでおり、指でも突き通せる壊しやすさにしている。
東京タワーのミニチュアは、100分の1スケールでブリキ製のものが戸井田製作所によって制作された。本多によれば、円谷が同製作所を訪れ、形や組み立て方などを直接指示していたという。しかし、懇意にしている業者に対しても機密事項である作品内容を伝えることはできないため、モスラ幼虫が東京タワーをへし折ることは伝えず、現場で折れる仕掛けが加えられた。台座部分は石膏製で、東宝特美が担当した。電飾にはネオン管を用いている。後にこのミニチュアは、映画『ガンヘッド』（1989年）冒頭の残骸として流用された。
第三ダムのセットは小河内ダムをモデルとしている。セットは、モスラが頭を出すものと、決壊して水があふれるものの2種類が作られた。ダム決壊シーンでは、ドラム缶72個分、約18トンの水が用いられた。当初、円谷は9トンと指示していたが、美術の井上泰幸はそれでは足りないと考え、倍の量を用意したという。本番では計算通りにセットが壊れず、3回撮り直しとなったが、NGカットも編集を経て活用されている。
モスラ幼虫が海を進むシーンは、大プールのほか、馬入川にてヘリコプターを用いた空撮も行われた。撮影を担当した有川貞昌は、その際にヘリの横から出した板の上に乗っており、海軍でパイロットの経験がある有川は平然としていたが、ヘリのパイロットの方が青くなっていたという。
戦車のミニチュアは、それまではピアノ線で引っ張っていたものから、モーター内蔵式のものへ切り替えた。モーターは左右に仕込まれており、抵抗器で電圧を変えて速度を調整することで旋回も可能となった。模型電飾の鈴木昶は、これによりピアノ線を引っ掛けるミスが解消され、動きがリアルになったと述べている。
M4中戦車の造形物はミニチュアと実物大のものが用いられた。M4は足回りが複雑なため、M24軽戦車のものを流用しており、入江は実物と異なるのは承知のうえであったと述べている。後者について入江は、『地球防衛軍』で用いられたものと同一と推測している。
F86-F戦闘機の撮影では、当時の日本の技術で風防の真空成型を再現することができなかったため、自衛隊または米軍から本物のキャノピーや座席などを借り受けている。
ブルーバック合成で描写された小美人をはじめ、インファント島の描写、ダムの橋での赤ん坊を救出するシーン、ラストの滑走路などに合成を多用している。小美人を入れた鳥籠の合成では、金属部分にブルーバックの青が反射してしまうなど、合成を担当した飯塚定雄は合成に苦労したことを語っており、撮影助手であった森喜弘は円谷の一番の失敗と評している。
封切り公開日の7月30日になっても、特技監督の円谷英二は小美人の合成カットに不本意なものがあるとして特撮シーンの編集を行っており、上映館に随時納入される製造順で4番目からフィルムの差し替えがあったとのことから、当時の中野昭慶は渋谷東宝へ赴いて2回目の上映前にフィルムを切り、これを行っている。合成担当の幸隆生は、円谷さえ切り上げようとするなか、1週間近く徹夜してこれを仕上げた。中野は公開に間に合わなかったのはこれだけであったと述べているが、飯塚によれば、合成NGによるフィルムの差し替えは当時よくあることであったという。

### ラストシーンの変更
本来はコロンビア映画との契約でアメリカの場面を入れるようになっていたが、東宝側は予算や日数の都合などを理由に一方的にラストを「小美人を連れて南九州、高千穂峰まで逃げていたネルソン一行がモスラの追撃に遭い、そこでネルソンが死んで大団円となる」というものに変更した。監督の本多もこの変更に疑問を持ったものの、コロンビア映画からの返事を待てない東宝の指示により、2週間にわたっての鹿児島ロケを敢行して撮影を完了させた。しかし、コロンビア映画には契約違反と見なされて抗議され、準備稿にあった羽化したモスラ成虫がロリシカ国を襲撃する現行バージョンに差し戻され、再び撮影が行われた。
本多は、後年SF映画ファンクラブの機関誌『MONSTERS』に寄稿したエッセイの中でラストシーン変更の顛末について記述している。
ニューカーク・シティの景観カットは、東宝にあったアメリカ・カリフォルニアのライブラリーフィルムを使用し、本編および特撮シーンの撮影が急遽行われた。特撮スタッフは急な変更にもかかわらず、大規模なニューカーク・シティの都市ミニチュア群を制作し、モスラの風圧でショーウィンドウを破って店内に車両が突っ込むなど、見応えのある特撮カットでこれに応えている。本多は、このシーンについて予算が少なく手抜きの結果になったと述べている。また、特技監督の円谷英二もミニチュアの出来には納得していなかったという。特殊美術の入江義夫は、ショーウィンドウなどは作り込んだが、渋谷のセットに比べると大雑把さは否めないと述懐している。
ニューカーク・シティのセットはニューヨークとサンフランシスコをモデルとしている。本編セットも新規に作られたが、本多は「あのくらいのセットは、当時平気で作ってました」と述べている。
ラストでニューカーク・シティの空港にてモスラを誘導するシーンは、本多によれば立川基地にて撮影された。
当初、市の名前はニュー・ワゴンシティだったが変更されることになり、当時監督助手だった針生宏がニューアークがいいんじゃないかと提案したところ、アメリカに実在する都市の名前であるというジェリー伊藤からの指摘により、ニューカークに訂正した。
九州ロケでのエピソード
本多はラストシーンの変更の連絡は宿に電話で来たと述べているが、針生によれば、東宝プロデューサーの田中友幸がロケ先の旅館を訪れ、直接変更を伝えたという。
九州の撮影には中條信二役の田山も参加していたが、撮り直しには参加していなかったため、完成作品では信二の出番が中盤で途切れている。
公開時のポスターでは、出演部分がカットされた堤康久が「樵」役としてクレジットされたままになっている。巡視船はやかぜの登場シーンもカットになった。
調査隊の出港・帰港シーンは鹿児島港にて撮影され、300から400人規模のエキストラが参加した。
九州での撮影の際には、高千穂峰の火口に悪人が落ちるシーンでの撮影に使用した等身大の人形をスタッフがそのまま置いていってしまい、後日にそれを発見した登山者が自殺者と勘違いして警察に通報した結果、救助隊が駆り出される騒動が起きている。
主演のフランキー堺が鹿児島出身であったことから現地には顔が利き、観光バスを用意して鹿児島案内を行ったという。
本多は九州での撮影フィルムは現像されていないと証言しているが、前半の日ロ合同調査隊の出港シーンでは桜島が映っている。同場面のスチールは現存している。また、後年には田中友幸がプライベートで撮影風景を映した8ミリフィルムの存在が明らかになった。

### 各仕様での変更点
1974年12月14日公開の『東宝チャンピオンまつり』で『海底大戦争 緯度0大作戦』（再映）と『燃える男 長島茂雄 栄光の背番号3』（新作）とともに上映された。オープニングのBGMがオリジナルと異なり、モスラが孵化する時のインファント島民の歌に変更されているなど、62分の長さに短縮編集されている。このバージョンは、後年に東宝ビデオから発売された本作品のDVDに映像特典として収録されている。
理由は不明だが、オリジナルネガではセイバーが海上でモスラを発見するシーンでパイロットのカットが一部入れ替わっている。DVD化の際には本多の遺族の許可を取り、元通りに直している。
2021年12月10日には、1961年の公開当時に11劇場でのみ流れていた本編開始前のBGM「序曲」を含む4Kデジタルリマスター版が劇場公開された。修復作業を担当した東京現像所によれば、フィルムが裂けているなど損傷が激しく、東宝からもフィルムの劣化の激しさを理由に警告され、4K化が急がれていたという。また、「序曲」に観客が戸惑わないよう、冒頭の画面には説明文を入れたという。

## 音楽
1998年には本作品の内容を忠実に再現したサウンドドラマが制作された。
挿入歌
「モスラの歌」
作詞 - 由起こうじ / 作曲・編曲 - 古関裕而 / 唄 - ザ・ピーナッツ
当時レコードとして発売されることはなく、ザ・ピーナッツ解散後の1978年になってシングル発売された。言語はインドネシア語に基づく。
「インファントの娘」（キングレコード）
作詞・作曲 - 池すすむ / 唄 - ザ・ピーナッツ
公開当時は正式な主題歌として扱われ、シングルも発売されたが、劇中歌唱バージョンとは、曲の構成が異なっていた。

## 小説

### 原作小説
原作小説『発光妖精とモスラ』は、雑誌『週刊朝日別冊』1961年1月号に掲載された。挿絵は阿部和助。各章を中村、福永、堀田の順で執筆するリレー小説形式であった。
掲載時点で「東宝映画化」と宣伝されていた。

### その他の小説
吉田誠による小説『中一文庫 大怪獣モスラ』が、『中学時代一年生』昭和36年8月号（旺文社）の付録として収録された。1993年に『怪獣小説全集2 怪獣大戦争』（出版芸術社）へ再録された。

## コミカライズ
『大怪獣モスラ』のタイトルと吉田きみまろによる作画で、雑誌『少年』1961年7月号と8月号に掲載された（後者でのタイトルは『モスラ』）。

## ドラマCD
『再現戯曲CDシリーズ1〜「モスラ'61」』と題し、1961年版映画に忠実に音楽や効果音は当時のまま、1996年12月21日にコロムビアミュージックエンタテインメントから発売された。ストーリーは、日東新聞社・社会部デスクの福田善一郎が記者生活最後の日に自分の体験談を若手記者に聞かせる形式で描かれており、1961年版映画にはないシーンも含まれるが、小美人の台詞だけは映画と完全に同じである。『再現戯曲CDシリーズ1』と題しているが、これに続く作品は発売されていない。
キャスト
- 福田善一郎（スッポンの善）：関智一
- クラーク・ネルソン：山寺宏一
- 中条信一博士：野沢那智
- 小美人：今井由香、長沢美樹
- 花村ミチ（カメラウーマン）：柳原みわ
- 天野貞勝（デスク）：加藤精三
- 原田博士：岡部政明
- ダニー：遠近孝一
- ラーフ（探検隊々長）：河口宏
- 若手記者：小西克幸、諏訪部順一
- 女記者：茂呂田かおる
- 第二玄洋丸船長：花田光
- 第二玄洋丸船員：肥後誠

## 映像ソフト
- VHS 品番TG4157[17][191]
- LD 品番TLL2464[191]
  - 1992年8月1日に発売されたLD-BOX「ゴジラ激闘外伝」に、東宝チャンピオンまつり版が収録された[184]。
- DVD
  - 2003年11月21日にDVDがリリースされた[192]。小泉博によるオーディオ・コメンタリーのほか、前述の1974年のリバイバル（再編集）版も、映像特典として収録されている[192]。
  - 2013年11月8日に、期間限定プライス版として再発売された[193]。
  - 2015年7月15日に、東宝DVD名作セレクションとして再発売された[194]。
- Blu-ray Disc
  - 2009年9月18日に発売された[195]。
  - 音声について、4ch磁気音声はパッケージではロスレス音声のDolby TrueHDでの収録と表記されているが、実際には非圧縮のリニアPCMで収録されている。

## 関連作品
- 『モスラ対ゴジラ』（1964年） - 本作品の直接の続編。
- 『ゴジラvsモスラ』（1992年） - 原作小説にある、モスラが繭を作る描写がこの作品で使われている。
- 『ゴジラ×メカゴジラ』（2002年） - 本作品と直接繋がりがある世界観として描かれた[196]。劇中で本作品の映像が使われている。また、本作品の原子熱線砲がメーサー兵器の原型になったことが語られている。
- 『ゴジラ×モスラ×メカゴジラ 東京SOS』（2003年） - 上記の作品の続編で、中條信一が再登場している。演じたのは本作品と同じく小泉博[149]。また、主人公の中條義人は、本作品に登場する中條信二の息子という設定である[197]。
- 『アワモリ君乾杯!』（1961年） - 同年製作の坂本九主演映画。劇中で東宝撮影所が映るシーンに大型のモスラ幼虫の造形物が登場する。劇中では「モスラ始動スイッチ」を入れると動き出した。また、この作品には本作品で主演したフランキー堺も出演している。
- 『怪獣大戦争』（1965年） - ゴジラ・ラドン・キングギドラによる都市襲撃シーンの一部に、本作品のモスラによるニューカーク市襲撃シーンを流用している[198]。
- 『ゴジラ キング・オブ・モンスターズ』（2019年） - 劇中、モスラを封じ込めていた基地のナンバー「61」は、本作品の公開年からといわれている[199]。